# Супружеская ссора Грифины и Лешека Чёрного
«Супружская ссора Грифины и Лешека Чёрного» (пол. Spór małżeński Gryfiny z Leszkiem Czarnym ) — картина польского художника Яна Матейко на исторический сюжет, созданная в 1879 году. Хранится в Национальном музее в Познани.
Материал для картины Матейко почерпнул в польской истории XIII века, периода феодальной раздробленности. Грифина Галицкая в 1271 году обвинила своего мужа, князя серадзского и ленчицкого Лешека Чёрного, в импотенции. Впоследствии супруги примирились, но их брак остался несчастливым и бездетным. Матейко изобразил тот момент, когда Грифина на глазах мужа надевает на голову девичий венок.